# ジョージ・ネヴィル (第14代バーガヴェニー男爵)
事実上の第14代バーガヴェニー男爵および法令上の第2代バーガヴェニー男爵ジョージ・ネヴィル（英語: George Nevill, de facto 14th (de jure 2nd) Baron Bergavenny、1702年5月16日 – 1723年11月15日）は、イギリスの貴族。

## 生涯
第13代バーガヴェニー男爵ジョージ・ネヴィルとアン・ウォーカー（Anne Walker、1748年6月26日没、ネヘミア・ウォーカーの娘）の息子として、1702年5月16日に生まれ、8月26日に洗礼を受けた。
1721年3月11日に父が死去すると、バーガヴェニー男爵の爵位を継承した。1722年9月13日、オックスフォード大学ユニヴァーシティー・カレッジに入学した。
1723年2月21日、エリザベス・ソーニークロフト（Elizabeth Thornicroft、1778年3月4日没、エドワード・ソーニークロフトの娘）と結婚、2女を儲けた。
- 双子の娘（1723年11月20日 – 1723年12月1日）

1723年11月15日に天然痘により病死、弟エドワードが爵位を継承した。